# 新社会主义替代
新社会主义替代（英语：New Socialist Alternative）是印度的一个托洛茨基主义政党。该党的意识形态是社会主义、马克思主义、托洛茨基主义。该党的政治立场是极左翼。该党的总部位于班加罗尔。该党出版刊物《工人斗争》。该党是工人国际委员会 (2019年)的支部。